# 都市墓場説
都市墓場説（としはかばせつ、英語: Urban Graveyard Theory）あるいは都市蟻地獄説（としありじごくせつ）は、歴史人口学の仮説である。都市部では人口密度や感染症による高い死亡率があり、それを外部からの移住者が補うことで都市の人口が維持されるという考えであり、1662年にジョン・グラントがはじめて提示し、その後も多くの論者に継承されたが、アラン・シャーリン（Allan Sharlin）はこれに異論を呈した。

## 学史
ジョン・グラントは1662年の『死亡表に関する自然的および政治的諸観察（Natural and Political Observations Mentioned in a Following Index, and Made upon the Bills of Mortality）』にてロンドンの人口動態を調査し、当時のロンドンにおいては人口の自然減少が自然増加を上回っており、ヨーロッパの都市の人口増加は周辺の農村部からの移住者によるものであると結論付けた。この説は、前近代における都市の衛生基準の低さや居住関係の劣悪さ、人口密度ゆえの伝染病の蔓延しやすさなどから、多くの論者に支持されてきた。都市墓場説の継承者としてはたとえばジョン・ペティやトマス・ロバート・マルサスがいる。また、ヨハン・ペーター・ジュースミルヒはヨーロッパのいくつかの都市を対象にして、死亡者数が出生者数を上回っていることを明らかにした。
「イギリスの歴史人口学の泰斗」であったトニー・リグリーもこの説を継承し、「多くの場合、出生と死亡の単なる統計でも、都市人口は移入によって自らを保っているにすぎないことを明らかにしてくれる」と記述している。また、こうした西洋の歴史人口学を継承し、日本国内の人口の研究をはじめた速水融は、「都市は、農村から人口を引き寄せては殺してしまう一種の蟻地獄としての機能を持っていた」として、この仮説を「都市蟻地獄説」と呼称した。
一方で、アラン・シャーリン（Allan Sharlin）は1978年にこれらの説に異論を呈し、「大都市で死亡率が高くなってしま うのは、転入人口のためである」と論じた。シャーリンは従来より都市に居住していた住民が人口を再生産できたのに対して、都市に新しく移住してきた人口はほとんどの場合結婚できるほどの経済的条件を有しておらず、結果として統計上の死亡率を高めていたと論じた。この説に基づくならば、都市は外部からの住民にとっての絶対的な「墓場」というわけではなく、都市で世帯を形成し、人口を再生産していった者も存在するということになる。